# Shōen Uemura
Tsune Uemura (上村 津禰, Uemura Tsune), connue sous son nom d'artiste Shōen Uemura (上村 松園, Uemura Shōen) (née le 23 avril 1875 à Kyoto et morte le 27 août 1949  à Nara) est une peintre japonaise de la première moitié du XXe siècle.

## Biographie
Tsune Uemura naît dans le quartier Shimogyō-ku à Kyoto dans une famille de commerçants en 1875. Orpheline de père, elle est élevée entourée de femmes qui soutiennent sa vocation de peintre. Elle entreprend des études artistiques, et intègre l'Académie de peinture de sa ville natale, où elle a Suzuki Shōnen puis Takeuchi Seihō comme professeur. Elle se démarque au sein de sa promotion, et sa première peinture primée est achetée par le prince d'Angleterre, fils de la reine Victoria, en 1890, alors qu'elle n'a que quinze ans.
Elle remporte de nombreux prix, et est choisie par le gouvernement japonais pour représenter son pays au sein d'un groupe d’artistes à l'Exposition universelle de 1893 à Chicago. Elle reste active jusqu'à la fin de sa vie, et en 1944 elle est la seconde femme à devenir artiste officielle de la cour impériale.
En 1948, un an avant sa mort, elle est la première femme à être décorée de l'ordre du mérite culturel japonais (文化勲章, bunka kunshō), distinction attribuée chaque année pour récompenser des personnalités pour leur contribution à la culture japonaise.
Elle meurt à Nara en 1949 à l'âge de 74 ans．

## Expositions
- 2021 : Exposition rétrospective[1] au Kyoto City Kyocera Museum of Art du 17 juillet au 12 septembre 2021.

## Style
Elle se rattache au courant Nihon-ga, dans un style traditionnel qui refuse les apports picturaux de la modernité occidentale, elle privilégie les personnages féminins d'un grand raffinement (Bijin-ga).
Alors que le genre est habituellement réservé aux représentations de courtisanes, de princesses et de femmes de la noblesse, Shoen Uemura choisit de représenter des mères de famille, des femmes au foyer, de jeunes femmes courageuses, libres, ou encore des héroïnes de théâtre nô.

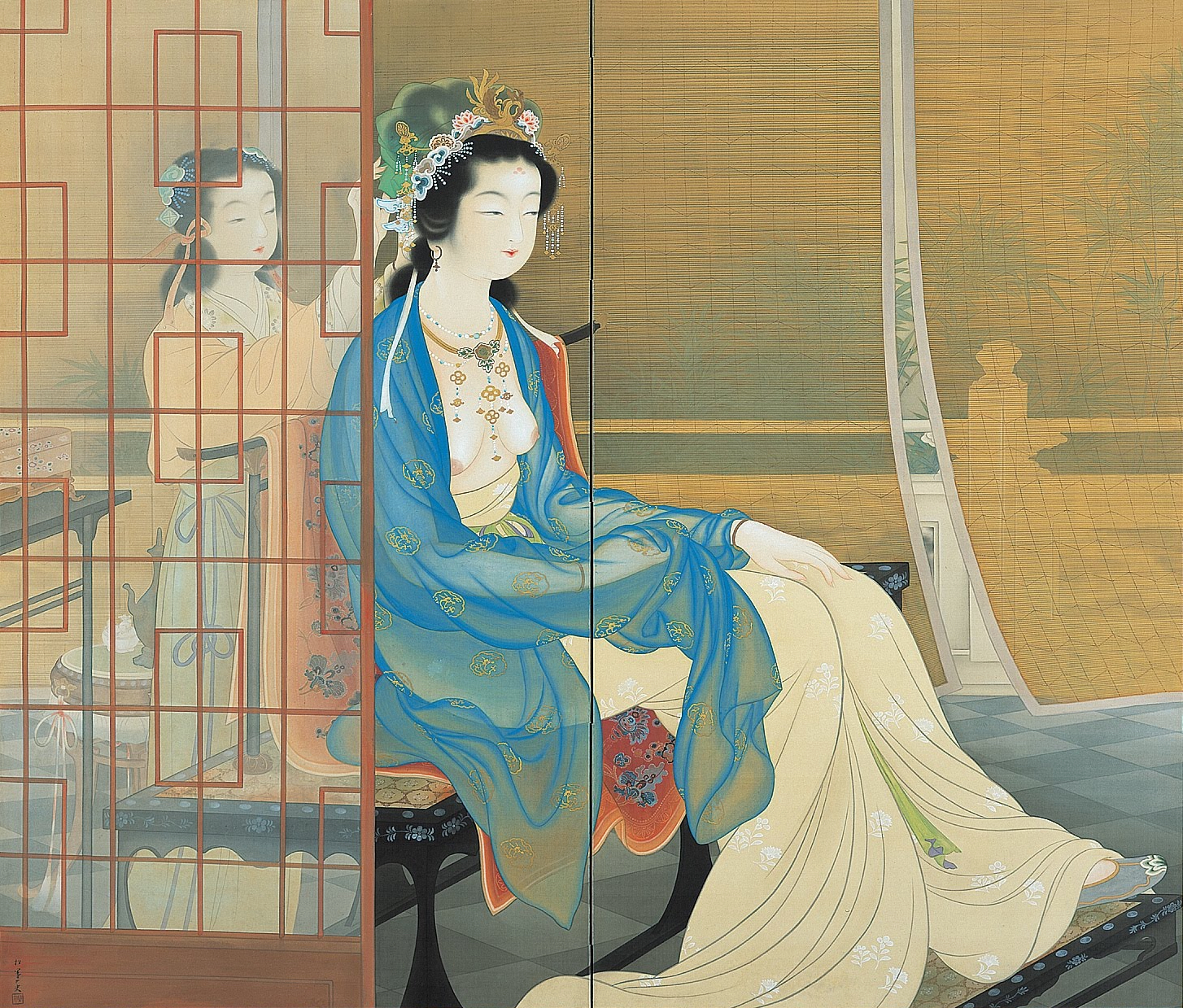
La belle Yang Guifei, concubine de l'empereur Xuanzong des Tang (1922). Paravent à deux feuilles, couleurs sur soie, Musée d'art Shōhaku (en), Nara.
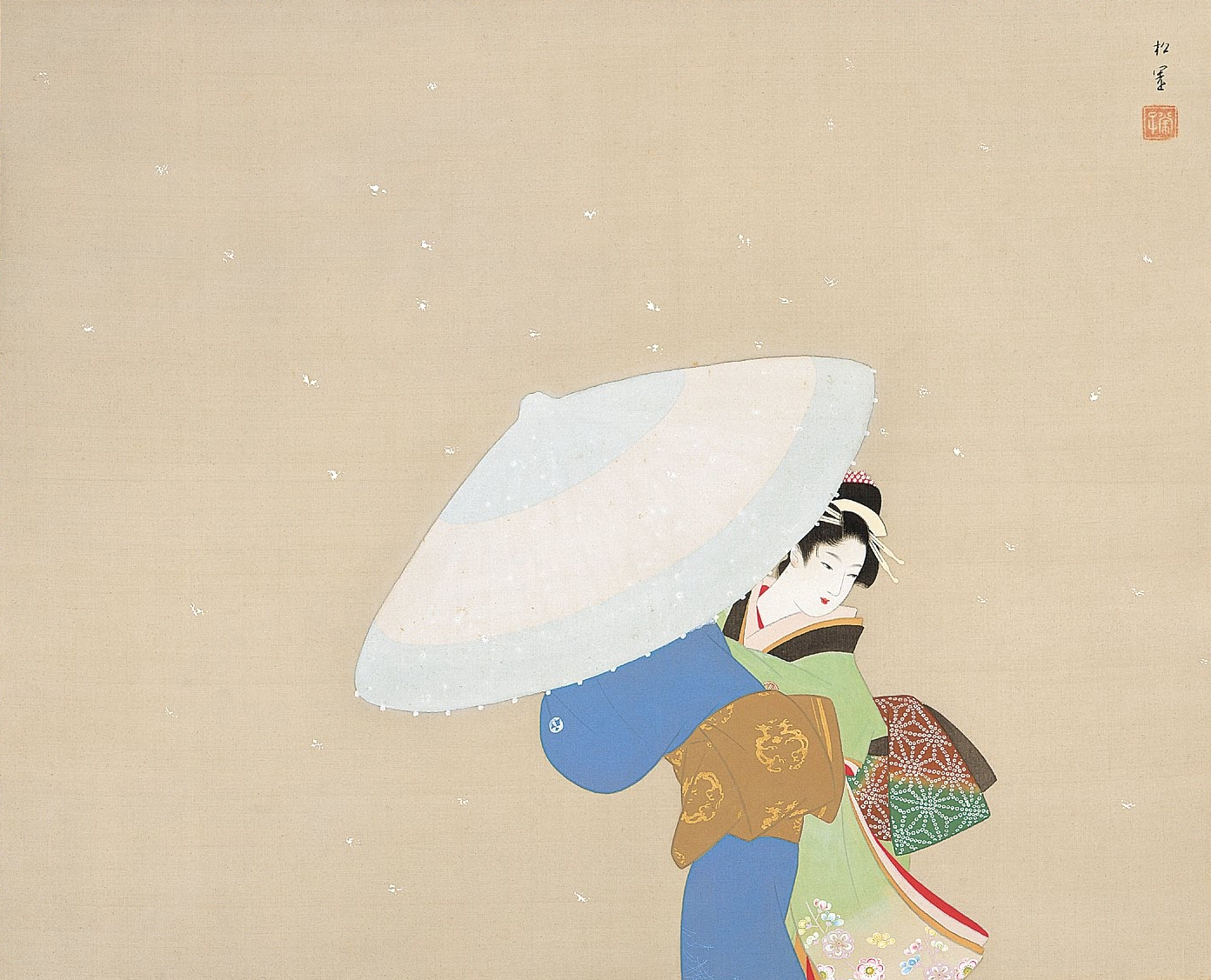
Neige (1940), Musée d'art Shōhaku (en), Nara.
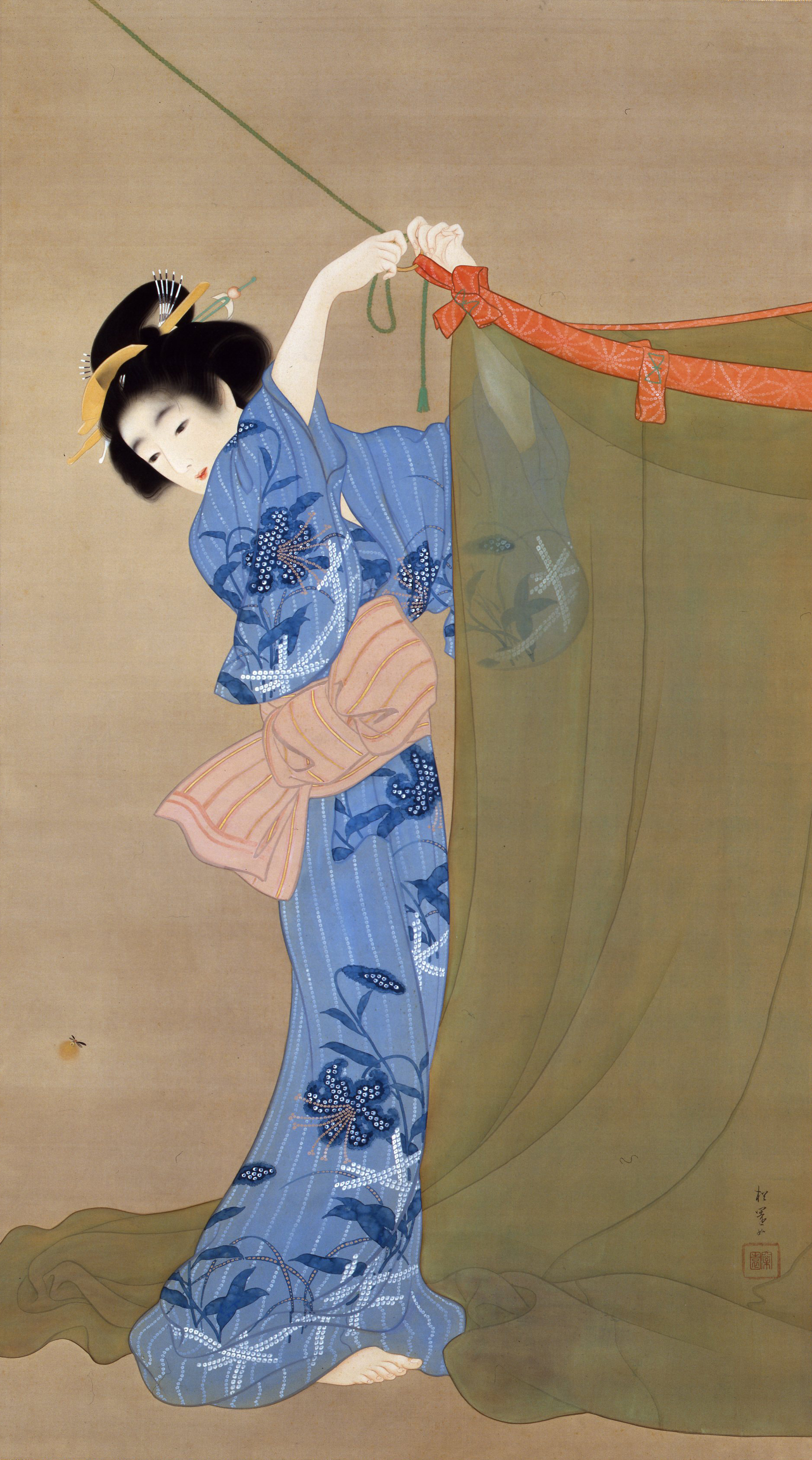
Luciole (1913), Musée Yamanate, Tokyo.
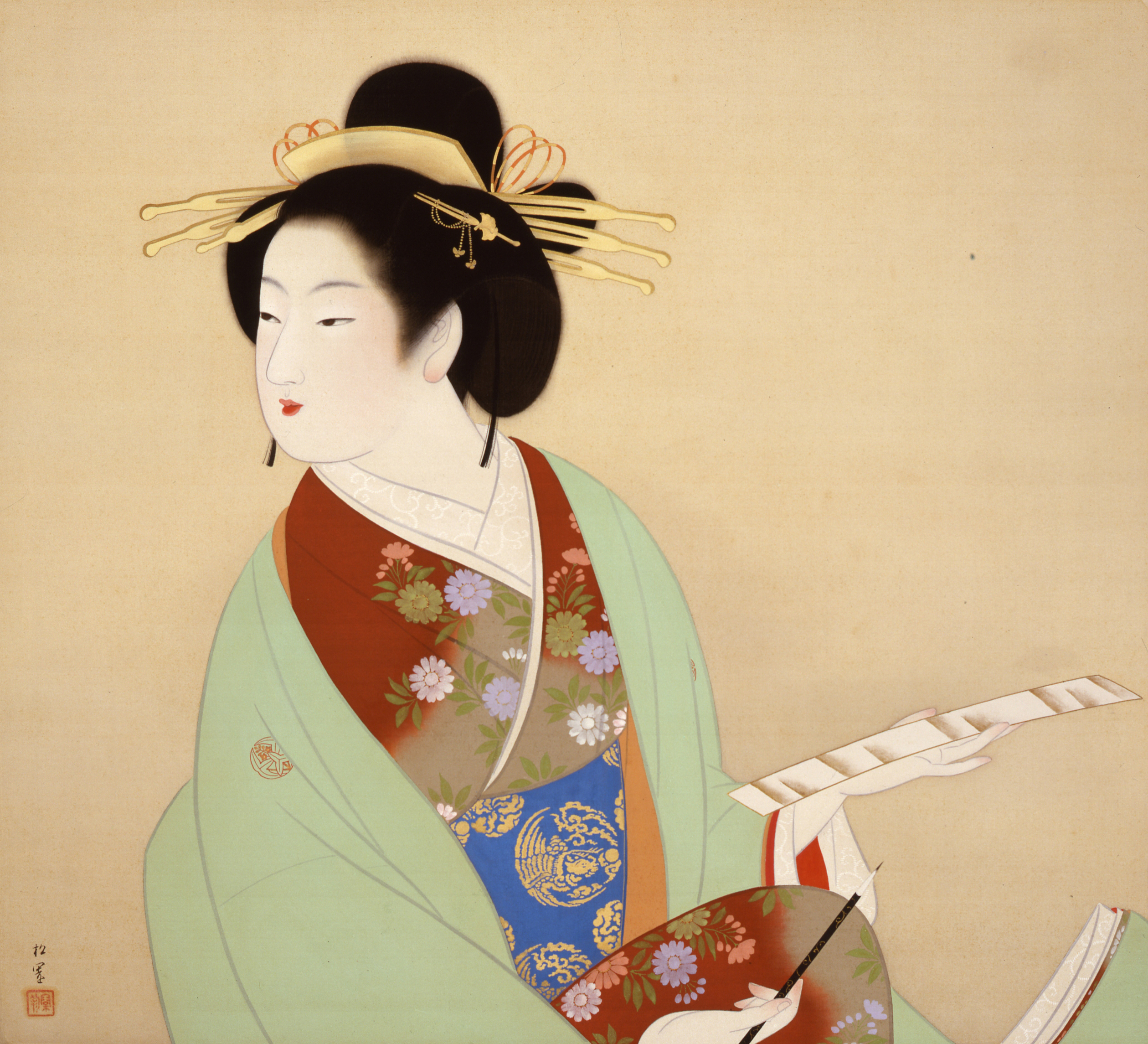
Composition d'un poème (1942), Musée Yamanate, Tokyo.
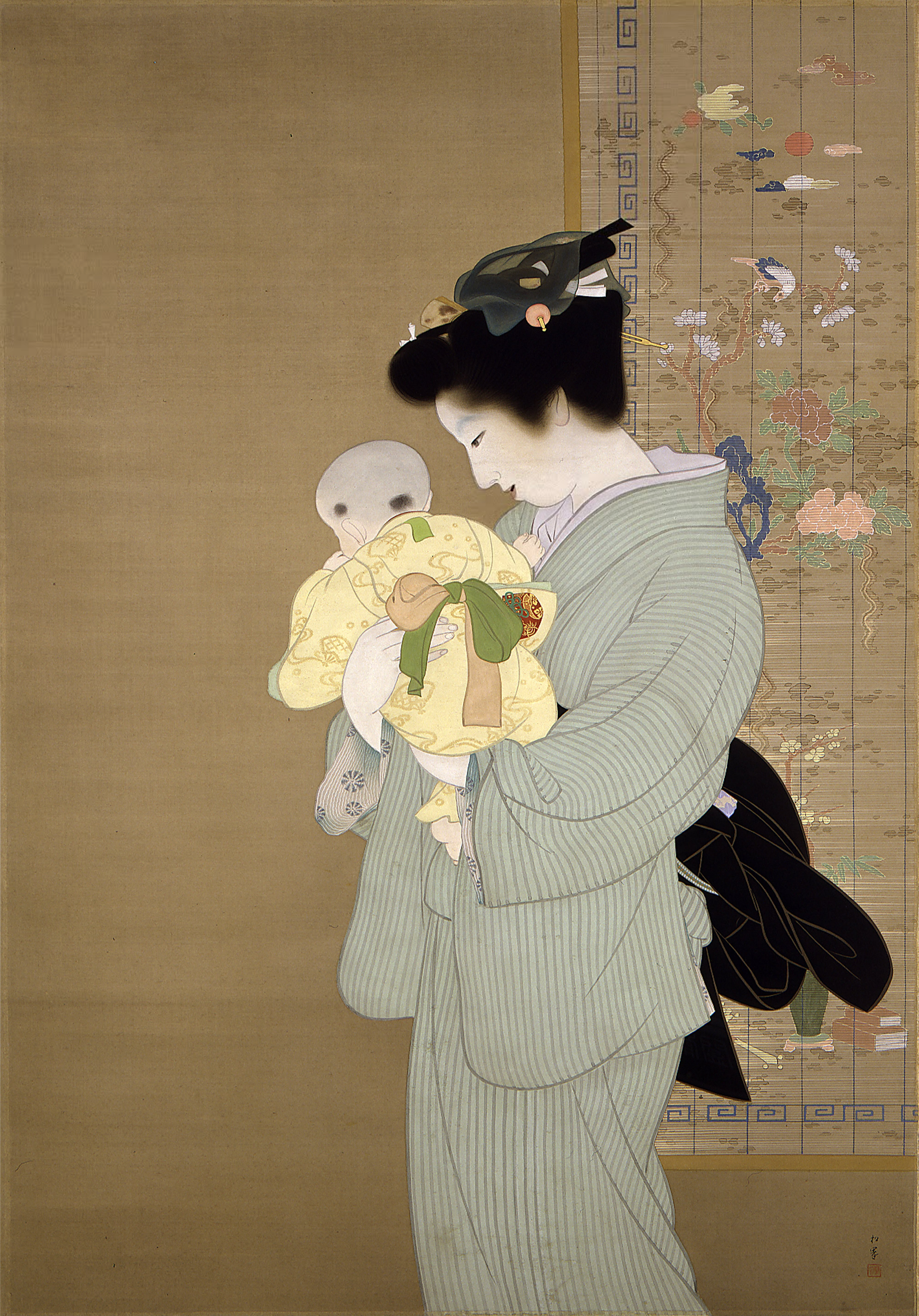
Mère et enfant (1913), Musée national d'Art moderne de Tokyo.
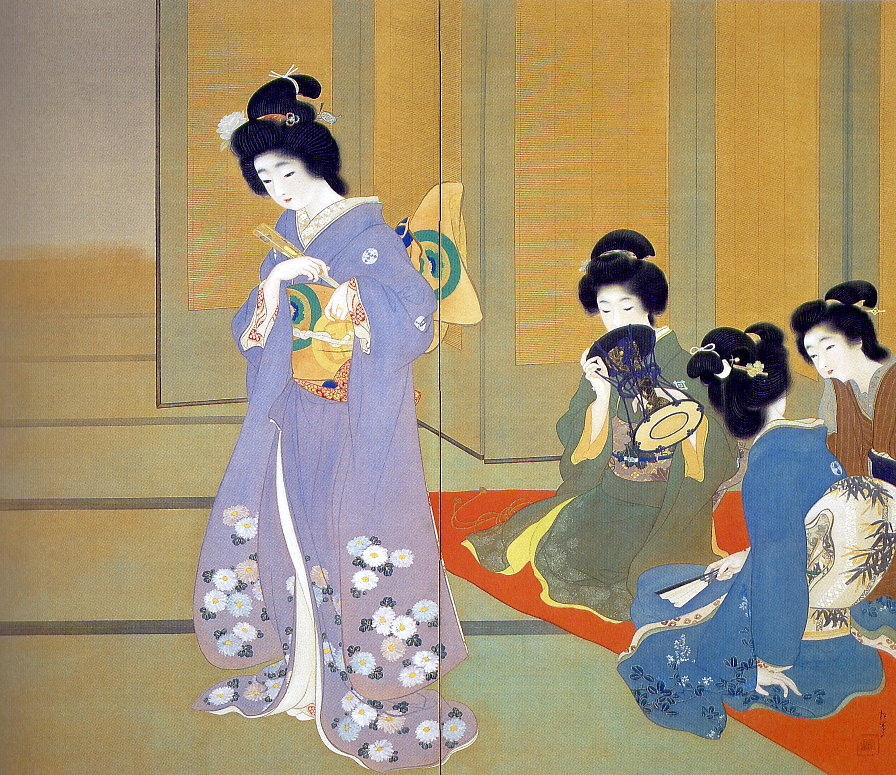
Préparation pour aller danser (1914), Encre et couleur sur papier, Musée national d'art moderne de Kyoto.

## Récompenses et distinctions
- 1948 : Ordre de la Culture (文化勲章, bunka kunshō?)